# شاوكسينج
شاوكسينج (بالصينية: 绍兴) وهي مدينة تقع في شمال شرق محافظة جيجيانغ في جمهورية الصين الشعبية ويمر منها نهر كيانتينغ يحدها من الشرق مدينة نينغبو و مدينة تاي زهو من جنوب الشرق و مدينة جينهوا من الجنوب الغربي و هانغتشو من الغرب، ويبلغ عدد سكانها 4,912,200 نسمة ومساحتها 8,332 كلم مربع.